# Rudopolje Bruvanjsko
Rudopolje Bruvanjsko es una localidad de Croacia en el ejido del municipio de Gračac, condado de Zadar.

## Geografía
Se encuentra a una altitud de 678 m s. n. m. a 255 km de la capital nacional, Zagreb.

## Demografía
En el censo 2011 el total de población de la localidad fue de 31 habitantes.
| Gráfica de población de Rudopolje Bruvanjsko 1857-2011              |
|                                                                     |
| Según los censos de población de la oficina estadística de Croacia. |